# Mariko Muranaka

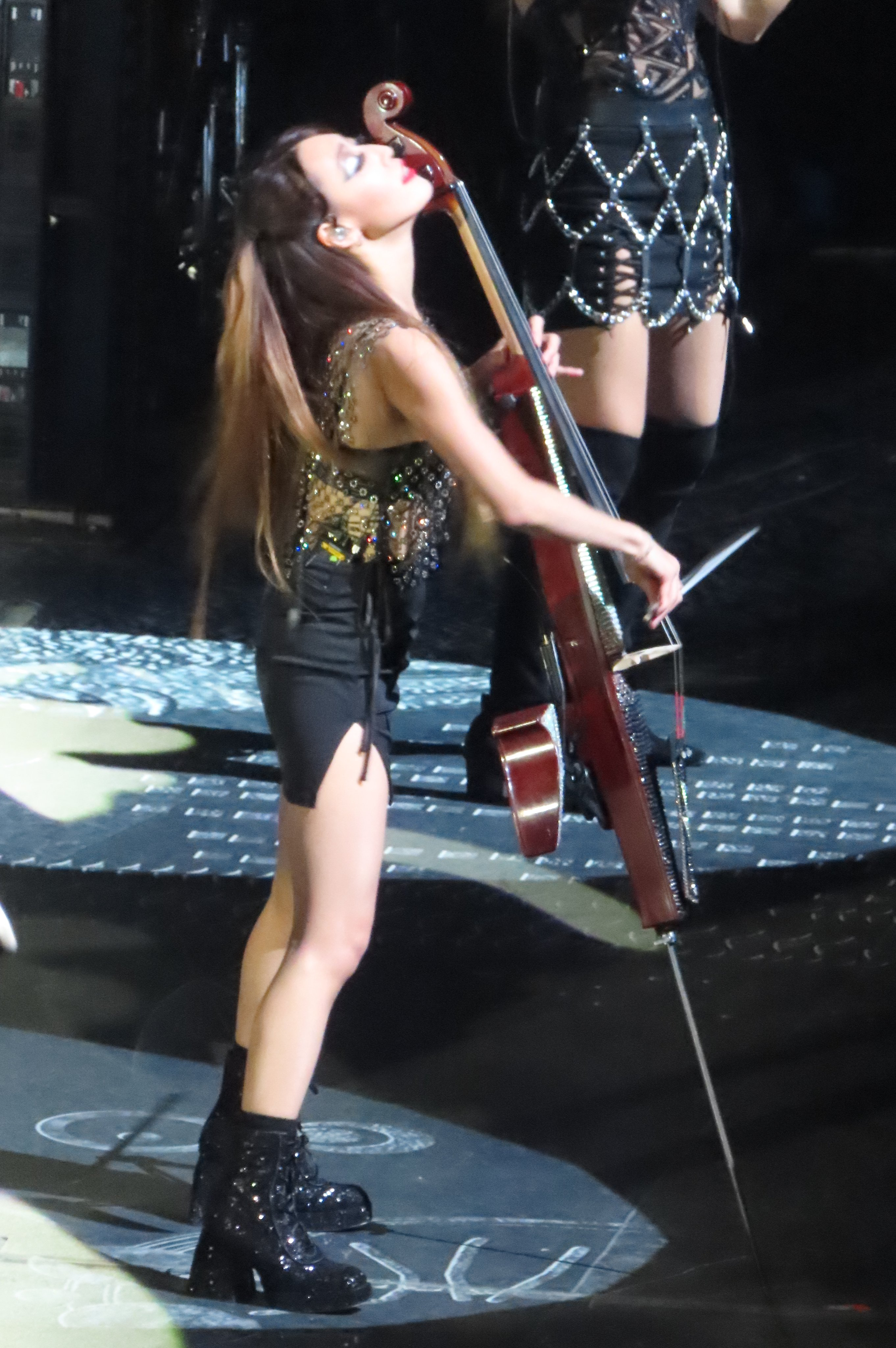
Mariko Muranaka, 2023

Mariko (japanisch 麻里子, eigentlich Mariko Muranaka, * 14. Juli 1982 in Kokura, Stadt Kitakyushu, Präfektur Fukuoka) ist eine japanische Cellistin, Performancekünstlerin und Komponistin. Sie ist eine „stehende“ Cellistin, d. h. sie absolviert ihre Bühnenauftritte im Pop- und Rockbereich im Stehen, während sie für Klassikaufnahmen und -Konzerte im Sitzen spielt. Sie ist außerdem die erste japanische Solo-Musikerin, die für den Cirque du Soleil auf der Bühne stand.

## Leben und Wirken
Mariko Muranaka begann im Alter von vier Jahren, Geige und Klavier zu spielen, im Alter von acht Jahren Cello. Sie spielt sowohl akustische als auch elektrische Celli. Erste Auftritte hatte sie unter anderem mit der Geige auf der großen Bühne des Nippon Budōkan mit Kryzler & Kompany unter der Leitung von Taro Hakase. Während der Oberschulzeit konzentrierte sie sich auf das Cello und wurde dann an der Tōkyō Geijutsu Daigaku (Universität der Künste Tokio) aufgenommen. Während der Schulzeit begann sie als Musikerin bei klassischen Konzerten sowie bei Musicals wie Les Misérables, Aufnahmen und TV-Shows zu arbeiten. Sie gründete mit anderen Studenten der Universität der Künste die Gruppe Vanilla Mood. Parallel zu ihrem Studium trat sie regelmäßig mit dieser Gruppe von Montag bis Freitag live in der nationalen Fernsehshow von NHK auf. Sie schloss die Universität erfolgreich ab.
In den nächsten drei Jahren spielte die Band täglich live auf „PON!“ von Japan Television, „Ohirudesuyo Fureai Hall“ von NHK Shows, und Mariko war anderthalb Jahre regelmäßiger DJ bei Nippon Broadcast. Außerdem veröffentlichte sie mit Vanilla Mood vier CDs/DVDs auf dem Label Avex. Eine davon war eine Zusammenarbeit mit den Entwicklern des in Korea beliebten Online-Spiels Tales Weaver. Ihre Band arrangierte und spielte in mehreren Jahren fast 1.000 Songs.
2012 veröffentlichte sie ihr Solo-Debütalbum Feelin’ the Sky. Der Titelsong wurde jeden Freitag von Nippon Broadcast als abschließender Titelsong in Nippon Shoku Kikou verwendet.
2013 suchte Cirque du Soleil einen Cellisten für die Immortal World Tour von Michael Jackson, wofür Mariko ausgewählt wurde. Unter den elf Musikern waren ehemalige Gründungsmitglieder von Michael Jacksons Vorband. Sie spielte ihr Originalsolo ohne Begleitinstrumente auf der Bühne und trat in „Beat It“ in einem Kampf gegen den Gitarristen mit ihrem E-Cello auf.
In den Jahren 2014, 2015 und 2018 begleitete sie die US-amerikanische Rockband Starset auf deren US- und Europa-Tourneen. 2016 performte sie ein Prince Tribute mit Madonna bei den Billboard Awards 2016 in der Las Vegas T-Mobile Arena. Von 2015 bis 2018 trat sie in der Las-Vegas-Show „Zumanity“ auf.
2019–2020 trat Mariko auf Madonnas „Madame X Tour“ in den USA und Europa auf und wurde im Rolling Stone Online Magazine als „scene-stealing“ Musikerin vorgestellt.
Ihr derzeitiger Lebensmittelpunkt ist Las Vegas.

## Diskografie

### Mit Vanilla Mood
- 2006: Vanilla Mood (2006)
- 2006: 雫 ~しずく~ (Shizuku)
- 2007: アジュカ (Ajuka)
- 2010: Tales Weaver Exceed by Vanilla Mood

### Als Solo-Künstlerin
- 2012: Feelin’ The Sky
- 2016: Pieces of A Dream (digitale EP)
- 2019: ARTEMIS